# Жан-Батіст Монуайє
Жа́н-Баті́ст Монуайє́ (фр. Jean-Baptiste Monnoyer 12 січня, 1636, Лілль — 20 лютого, 1699, Лондон) — французький художник, що створював квіткові натюрморти. Працював автором картонів на мануфактурі гобеленів в місті Бове, Франція, декоратором — в Лондоні.

## Біографія
Народився в місті Лілль. Це і зараз прикордонна територія сучасної Франції. Художника вважають франко-фламандцем. Ймовірно, саме цьому він навчасвя в місті Антверпен, відомому мистецькому центрі Фландрії(сучасна Бельгія), а не в Парижі, чим відрізнявся від франко-фламандця Ватто. Якщо Антуан Ватто зосередився на зображенні галантних свят в парках, то Монуайє став декоратором і малював натюрморти з квітами.
Хист Монуайє в зображенні рослин використали на мануфактурі гобеленів в місті Бове, де Монуайє працював одним з трьох жудожників. На нього звернув увагу сам Лебрен, що дало змогу бути залученим до Королівської Художньої академії, а з 1663 року стати її членом. Це стало ознакою офіційного визнання художника. У 1673 р. він брав участь у Паризькому салоні, куди подав чотири свої твори.
З 1985 працює декоратором у Лондоні на замову лорда Монтегю в Блумсбері(Лондон). Лорд був дипоматом в Парижі, де бачив твори Монуайє і запросив того декорувати свою садибу на французький смак. Художник створив більш ніж 50 декоративних картин, збережених в Ботон хаус (Boughton House, Northamptonshire) донині. Монуайє помер в Лондоні.

### Твори в музеях світу
- «Букет квітів», Марсель, музей красних мистецтв
- «Весняні квіти і фрукти», Петербург, Ермітаж.
- «Квіти та собаки», Петербург, Ермітаж
- «Квіти», Мадрид, музей Тіссен-Борнеміса
- «Квіти», Версаль, палац-музей
- «Квіти», Зальцбург, Австрія
- «Маки та півонії», Варшава, музей колекцій папи римського Яна Павла ІІ
- «Квіти та овочі», Монпельє, музей Фабр
- «Ваза з квітами», Лілль, музей красних мистецтв
- «Золота ваза з квітами та папугами»,Лілль, музей красних мистецтв

### Галерея

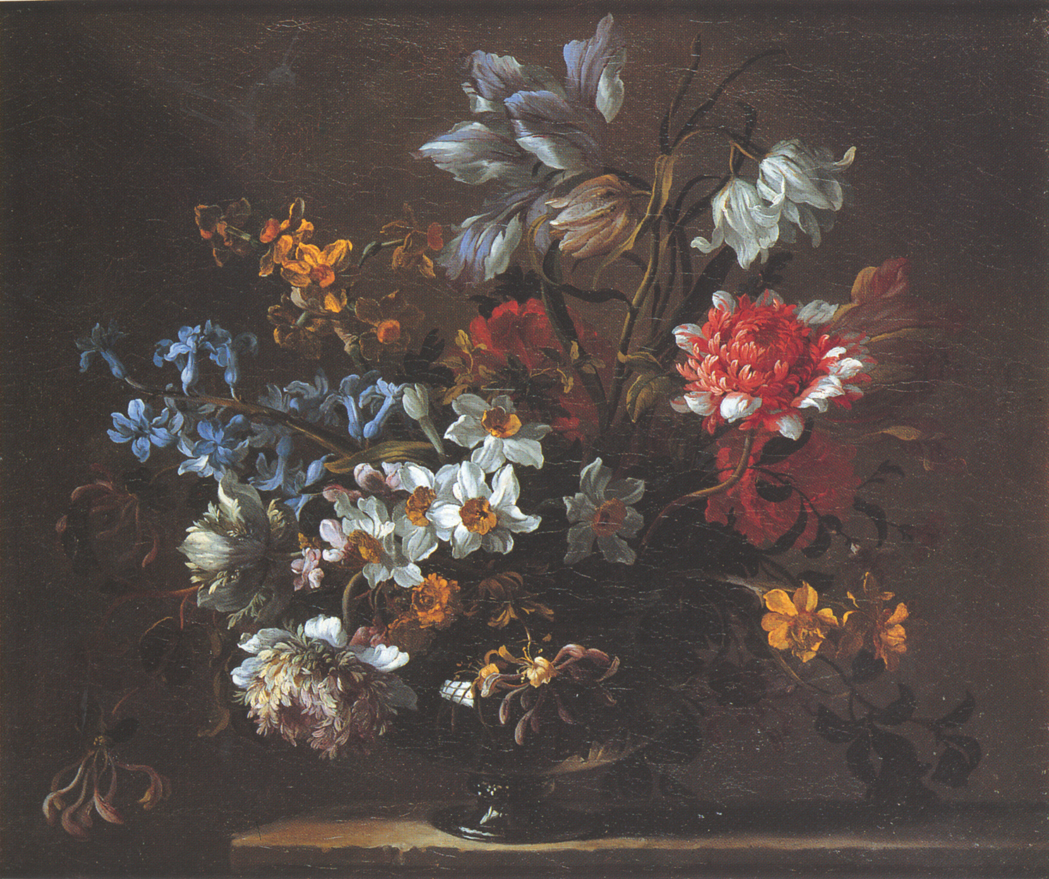
Жан-Батіст Монуайє. Квіти в скляній вазі
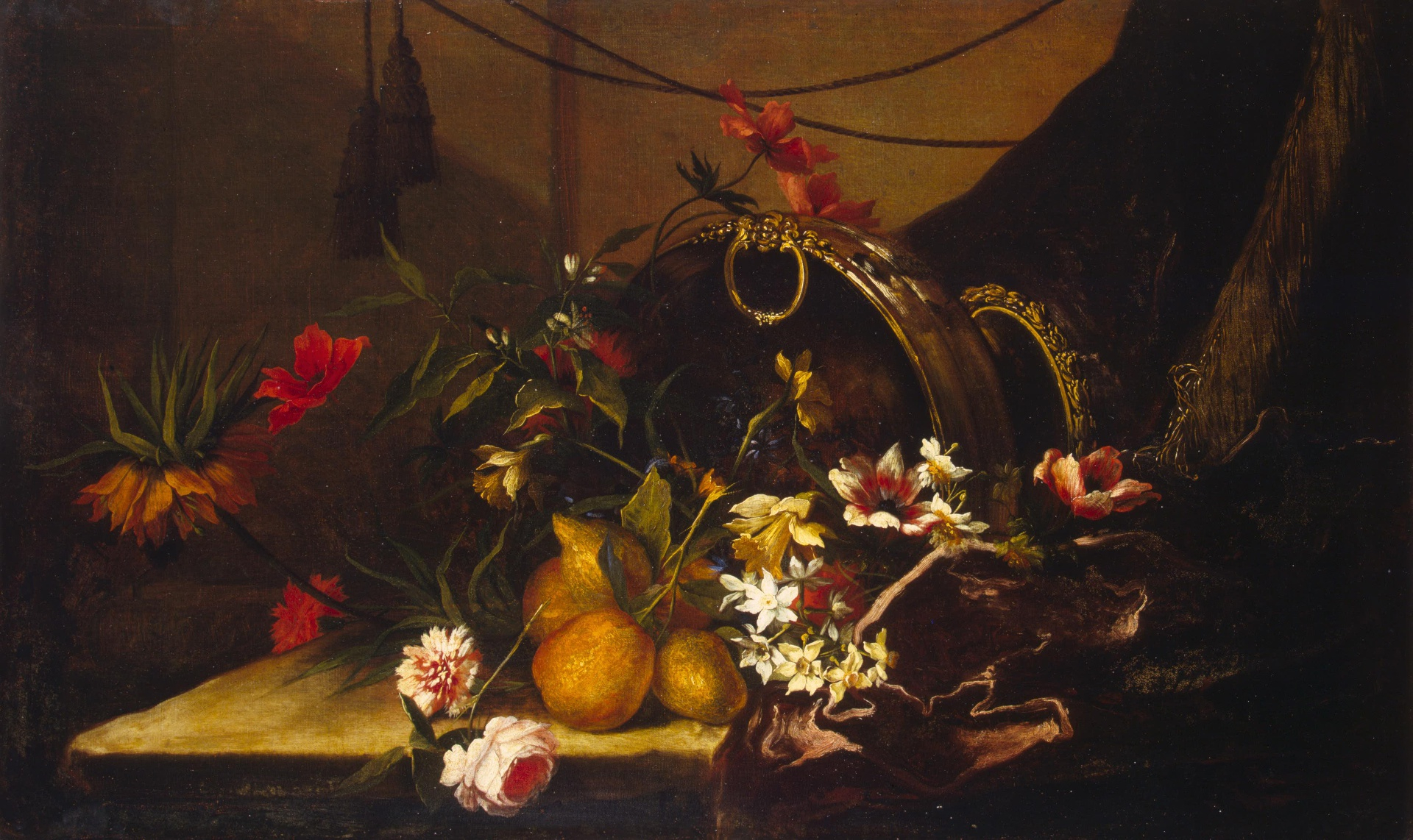
Жан-Батіст Монуайє. Весняні квіти і фрукти, Ермітаж
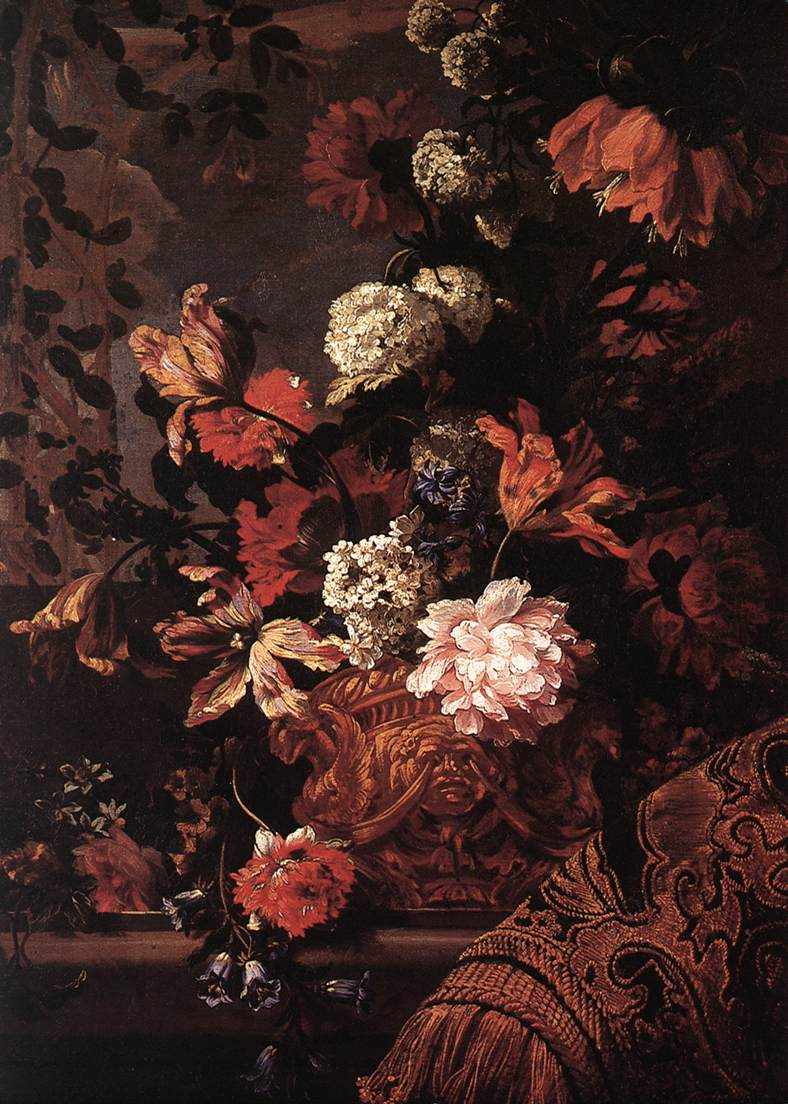
Жан-Батіст Монуайє. Букет квітів, Марсель